# جيولوجي البترول
عالِم جيولوجيا البترول هو عالم في الأرض يعمل في مجال جيولوجيا البترول ، ويشمل جميع جوانب اكتشاف النفط وإنتاجه. يرتبط علماء جيولوجيا البترول عادة بالاكتشاف الفعلي للنفط وتحديد رواسب أو خيوط النفط المحتملة. ويمكن أن تكون مهمة تتطلب عمالة كثيفة للغاية تشمل العديد من مجالات العلوم المختلفة والمعدات المفصلة. ينظر علماء جيولوجيا البترول إلى الجوانب الهيكلية والرسوبية للطبقة / الطبقة لتحديد مصائد النفط المحتملة

## الملف الشخصي
يقوم علماء جيولوجيا البترول باتخاذ القرار حول مكان الحفر للنفط . يتم ذلك عن طريق تحديد الاحتمالات داخل الحوض الرسوبي . يحدد علماء جيولوجيا البترول إمكانات الجدوى المستقبلية للبحث في سبعة جوانب رئيسية:
- المصدر - وجود صخور مصدر غنية العضوية قادرة على توليدالهيدروكربونات أثناء الدفن العميق .
- الخزان - وحدة الصخور المسامية عادة ما تقوم بجمعالهيدروكربونات التي يتم طردها من الصخور المصدر وتحملها داخل فخ .
- الاغلاق المحكم - وحدة الصخور التي تمنع النفط أو الغاز من الهروب من صخور الخزان الحاملة للهيدروكربونات.
- الفخ / المصيدة - ميزة هيكلية أوستراتيجرافية تعكس الهدروكربونات المهاجرة في تراكم قابل للإنتاج اقتصاديًا.
- التوقيت - يجب أن تحدث الأحداث الجيولوجية في ترتيب معين، على سبيل المثال، أن الفخ تشكل قبل الهجرة وليس بعد.
- النضج - يجب أن تحدث الأحداث الجيولوجية في ترتيب معين، على سبيل المثال، أن الفخ تشكل قبل الهجرة وليس بعد .
- الهجرة - حركة النفط (أقل كثافة) أو الغاز من الصخور المصدر إلى صخور المكمن ثم إلى فخ.

هذه الجوانب الرئيسية السبعة تتطلب من جيولوجي البترول الحصول على فكرة رباعية الأبعاد للطبقة تحت السطحية (الأبعاد المكانية الثلاثة، بالإضافة إلى الوقت). يمكن الحصول على البيانات عبر الطرقالجيوفيزيائية . تُظهر الدراسات الاستقصائية الجيوفيزيائية بيانات علم الزلازل للموجات المرنة ، وهيانعكاسات زلزالية بشكل رئيسي.هذا يوفر نظرة ثلاثية الأبعاد من الفخ، والصخور المصدر. يمكن الحصول على المزيد من البيانات من  mudlogger  ، الذي يحلل قصاصات الحفر وسمك تكوين الصخور.

## روابط خارجية
- Fossiloilandgas.com link
- Video interviews with famous geologists